# Turcii din România

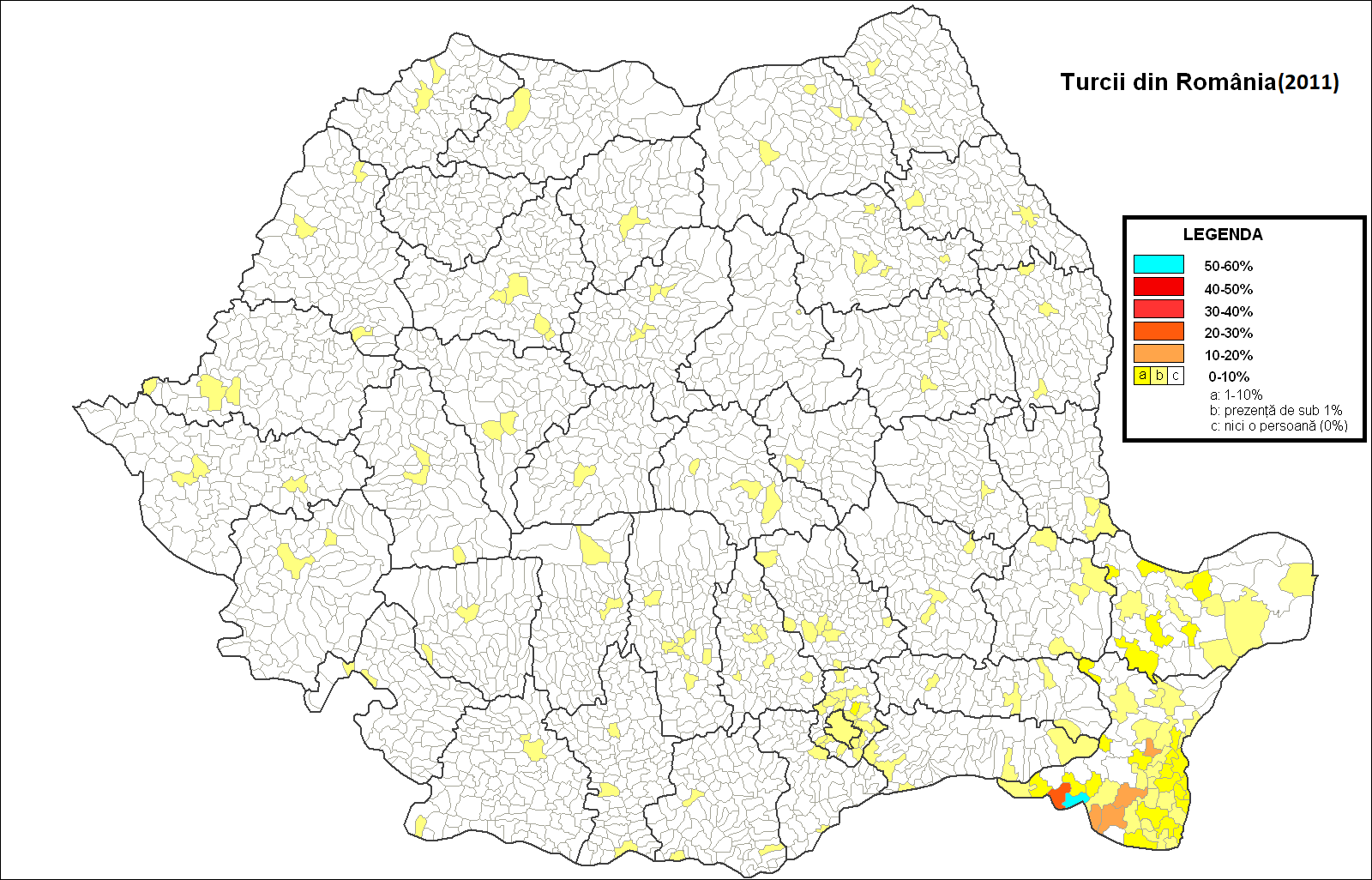
Turcii din România (2011)

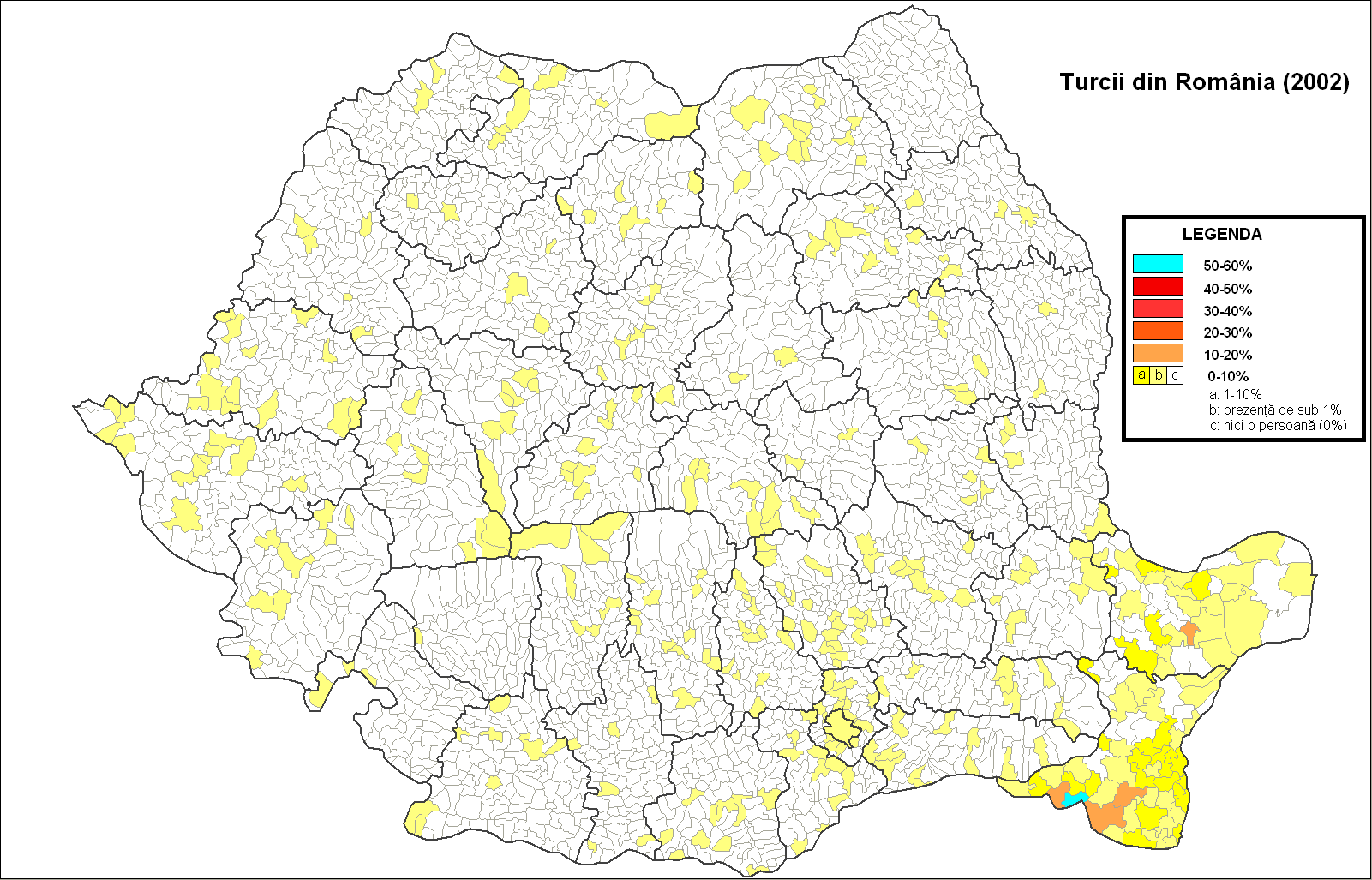
Turcii din România (2002)

Turcii (Türkler în turcă), ca minoritate etnică din România, numărau 32.596 de persoane, conform recensământului din 2002, pentru ca în 2011 să rămână doar 27.698. Ei reprezintă 0,2% din populația totală a țării. Majoritatea turcilor din România trăiesc în zona istorică Dobrogea (în limba turcă: Dobruca), în special în Județul Constanța (unde trăiesc 24.602 de turci, 7% din populația județului) și în Județul Tulcea. Cele mai importante comune și orașe care prezintă minorități de turci din Dobrogea sunt Independența (12,56%), Băneasa (21,09%) și Dobromir (57,76%). 
Imigrația din România în Turcia, care a început după Războiul ruso-otoman (1877–1878), și uneori a căpătat un caracter de masă, a continuat în perioada republicană. Ca urmare a acestor migrații, care pot fi examinate în două secțiuni separate, perioadele 1923-1933 și 1934-1939, peste o sută de mii de turci din România au emigrat în Turcia iar în 1969 mulți turci Ada Kaleh au emigrat în Turcia.
Înaintea realizării lacului de acumulare de la Porțile de Fier, a existat o importantă comunitate turcă și pe insula Ada Kaleh.
Ca minoritate etnică recunoscută oficial, turcii din România au un reprezentant în Camera Deputaților. Turcii au și un partid propriu sub forma Uniunii Democratice Turce Musulmane. Din punct de vedere etnic, o mică parte din turcii români de astăzi provin din otomani imigranți care s-au amestecat cu nomadul anatolian Iuruci în Dobrogea și acum se identifică ca turci.

## Influențe
Turcii din România au avut un impact mare prin gastronomie.Majoritatea mâncărurilor turcești fiind apreciate de către români.

## Personalități
- Fedbi Osman, Președinte al Uniunii Democrate Turce din România (1994-1997, 2004-prezent), inginer, deputat (1996-2000)[6], consilier județean Constanța (2004-2008, 2008-2012, 2012-2016)[7], director revista "Hakses" ("Vocea Speranței")
- Secil Cantaragiu, consilier local mun. Constanța
- Aylin Cadîr, cântăreață și actriță
- Hamdi Cerchez, actor
- Harun Osman, politician
- Melek Amet, manechină
- Metin Cerchez, deputat, jurist, ziarist
- Mehmet Ali Ekrem, istoric
- Kemal Karpat, istoric, consultant pentru Reagan și Carter la Washington [8][9]